# Старый Двор (Новоржевский район)
Старый Двор — деревня в Новоржевском районе Псковской области России. Входит в состав Выборской волости.

## География
Деревня находится в центральной части Псковской области, в зоне хвойно-широколиственных лесов, на правом берегу реки Сороти, на расстоянии примерно 17 километров (по прямой) к северо-востоку от города Новоржева, административного центра района. Абсолютная высота — 73 метра над уровнем моря.

### Климат
Климат характеризуется как умеренно континентальный, влажный. Среднегодовая температура воздуха — 4,6 °С. Средняя многолетняя температура самого холодного месяца (января) составляет −7,8 °С, средняя температура самого тёплого (июля) — +17,4 °С. Продолжительность безморозного периода составляет около 135 дней. Среднегодовое количество осадков — 585 мм. Снежный покров держится в течение 110 дней.

### Часовой пояс
Деревня Старый Двор, как и вся Псковская область, находится в часовой зоне МСК (московское время). Смещение применяемого времени относительно UTC составляет +3:00.

## История
До 2006 года населённый пункт входил в состав Зареченской волости, до 11 апреля 2015 года — в состав ныне упразднённой Вёскинской волости.

## Население
| 2001 | 2002 | 2010 |
| ---- | ---- | ---- |
| 25   | ↘16  | →16  |

Согласно результатам переписи 2002 года, в национальной структуре населения русские составляли 94 %.